# Textrix
Textrix es un género de arañas araneomorfas pertenecientes a la familia Agelenidae. Se encuentra en el Este de Asia y Rusia.

## Especies
Según The World Spider Catalog 12.0:
- Textrix caudata L. Koch, 1872
- Textrix chyzeri de Blauwe, 1980
- Textrix denticulata (Olivier, 1789)
- Textrix intermedia Wunderlich, 2008
- Textrix nigromarginata Strand, 1906
- Textrix pinicola Simon, 1875
- Textrix rubrofoliata Pesarini, 1990